# Руда (Журомінський повіт)
Руда (пол. Ruda) — село в Польщі, у гміні Любовідз Журомінського повіту Мазовецького воєводства.
Населення — 101 особа (2011).

## Демографія
Демографічна структура станом на 31 березня 2011 року:
|          | Загалом | Допрацездатний вік | Працездатний вік | Постпрацездатний вік |
| -------- | ------- | ------------------ | ---------------- | -------------------- |
| Чоловіки | 54      | 11                 | 39               | 4                    |
| Жінки    | 47      | 8                  | 33               | 6                    |
| Разом    | 101     | 19                 | 72               | 10                   |